# Constantijn van Melegarde
Constantijn van Melegarde (1075-1142), ook wel Constantinus de Monte, was een ridder en de stamvader van het Gelderse geslacht Van den Bergh. 
Oorspronkelijk kwam Constantijn uit Armenië, waar hij als christelijke edelman vocht tegen de moslims die Syrië en Anatolië beheersten. Tussen 1096 en 1099 vond de Eerste Kruistocht plaats en een van de kruisridders was Godschalk, kleinzoon van Godschalk van Zutphen. Na het mislukken van de kruistocht besloot Constantijn om met Godschalk mee te reizen richting het Duitse Malgarten, waar de familie van Godschalk bezittingen had. Constantijn trouwde met de zus van Godschalk en van 1105 tot 1134 vervulde hij de functie van voogd van Zutphen. Ook kreeg hij de heerlijkheid Bergh toegewezen, met de 'berg' of motteheuvel waarop tot 1018 de burcht Upladen heeft gestaan. De heuvel keeg de naam Montferrand: dit verwijst zowel naar de Syrische kruisvaardersburcht met deze naam, als naar de ijzerkleurige bodem bij Upladen. Later verbasterde Montferrand tot Montferland.
Constantijn en zijn echtgenote kregen drie kinderen:
- Rabodo (± 1125– ± 1170), die zijn vader opvolgde.
- Constantinus (…– ± 1186)
- Everwinus

Constantijn werd opgevolgd door zijn zoon Rabodo.